# Lisa Buchner
Lisa Buchner (* 25. März 1989 in München) ist eine österreichische Wingsuit-Trainerin und Keynote-Speakerin. Sie ist die erste und bislang (Stand 2025) einzige Frau in Österreich und Deutschland, die den Beruf Wingsuit-Trainerin professionell ausübt.

## Leben und Karriere
2012 begann Buchner ihre fliegerische Laufbahn mit Fallschirmspringen und spezialisierte sich 2014 auf den Wingsuit-Sport. 2018 absolvierte sie in Belgien die Ausbildung zur Wingsuit-Coachin bei Phoenix-Fly. Neben ihrer Tätigkeit als Wingsuit-Trainerin ist sie seit 2024 auch als Keynote-Speakerin aktiv.
Buchner verfügt laut eigener Aussage über ein abgeschlossenes Magisterstudium in Publizistik und Kommunikationswissenschaften und hat einen Lehrgang in Marketing und Sales sowie einen Masterstudium in Sport-, Kultur- und Eventmanagement absolviert.

## Erfolge und Einfluss
Von 2019 bis 2022 nahm sie jährlich mit ihrem Team an den Österreichischen Staatsmeisterschaften in der Disziplin Freefly teil und belegte die Plätze 2, 3 und 4. 2024 wurde sie zweitschnellste Frau bei der Österreichischen Staatsmeisterschaft im Speed-Skydiving und nahm an der Weltmeisterschaft im Speed-Skydiving in North Carolina, USA, teil.

## Medien und Veröffentlichungen
Buchner ist wiederholt in TV-Sendern wie ORF, ServusTV und ATV sowie in diversen Podcasts und Print-Medien vertreten. Zu den Medien, in denen sie erschienen ist, gehören unter anderem The Red Bulletin, Kurier, Kronen Zeitung, Woman, Erika Sportmagazin und Wienerin. Bei der ORF2-Sendung "Heimat großer Töchter und Söhne", bei der pro Bundesland eine Persönlichkeit vorgestellt wird, repräsentierte Buchner das Land Niederösterreich.